# Łuczywna
Łuczywna, Lucziwna (słow. Lučivná, niem. Lautschburg, węg. Lucsivna) – wieś (obec) na Słowacji położona w kraju preszowskim, w okręgu Poprad. Pierwsze wzmianki o miejscowości pochodzą z roku 1321. 
Według danych z dnia 31 grudnia 2010, wieś zamieszkiwało 990 osób, w tym 503 kobiety i 487 mężczyzn.
W 2001 roku rozkład populacji względem narodowości i przynależności etnicznej oraz religijnej wyglądał następująco:
- Słowacy – 92,36%
- Romowie – 5,83%
- Czesi – 0,32%
- Polacy – 0,11%
- Węgrzy – 0,11%

- katolicy – 73,38%
- ewangelicy – 18,66%
- grekokatolicy – 0,42%
- prawosławni – 0,21%
- niewierzący – 3,39%
- przynależność niesprecyzowana – 2,12%